# یواس‌اس گاریر (۱۸۶۵)
یواس‌اس گاریر (۱۸۶۵) (به انگلیسی: USS Guerriere (1865)) یک کشتی بود که طول آن ۳۱۹ فوت ۳ اینچ (۹۷٫۳۱ متر) بود. این کشتی در سال ۱۸۶۵ ساخته شد.